# صخرة الرجل الكبير

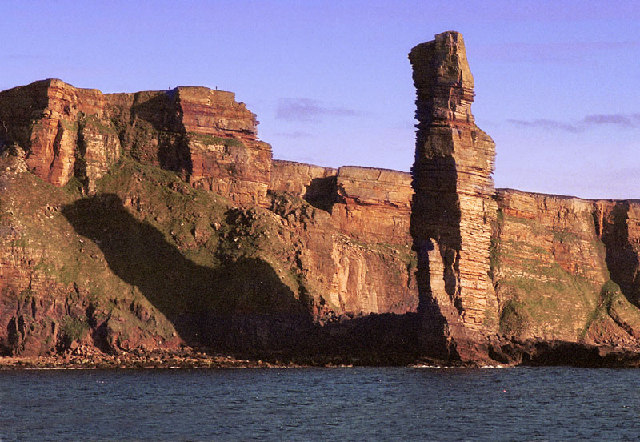
منظر الصخرة

صخرة الرجل الكبير (بالإنجليزية: Old Man of Hoy)‏ مسلة بحرية تقع في جزيرة هوي إحدى جزر أوركني في اسكتلندا، وهي صخرة طولية يبلغ طولها 137 متراً، تتكون الصخرة من الحجر الرملي الأحمر، وهي واحدة من أطول المسلات البحرية في بريطانيا، يشبه البعض منظر الصخرة بمنظر الإنسان.